# Szuahélik

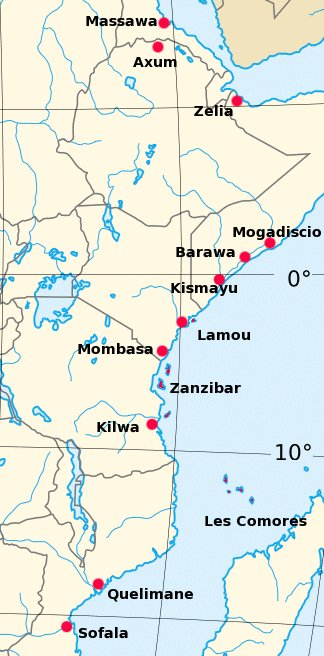
Szuahéli városok

A szuahélik kelet-afrikai nép, amelynek tagjai főképp Tanzániában, Kenya indiai-óceáni parti régiójában és szigetein, illetve Mozambik északi részében élnek. 
Létszámukra igen különböző becslések léteznek. A pontos becslést nehezíti, hogy nyelvüket, a szuahéli nyelvet közvetítő nyelvként több tízmillióan beszélik. A JoshuaProject adata szerint a szuahélik 1,328 millióan vannak és jelentős számban élnek Szaúd-Arábiában is. Az Ethnologue 2000-ben szerzett adatokra hivatkozva a teljes szuahéli népességet 772 642-re teszi (főképp Tanzániában és meg sem említi Szaúd-Arábiát), miután 1989-es adatok szerint még ötmillió főre becsülte a szuahélit első nyelvként beszélők számát.
A szuahélik anyanyelvükön kívül lakóhelyükön kívül általában más nyelvet is beszélnek: Tanzániában és Kenyában az angolt, Mozambikban a portugált, Szomáliában a szomálit, a Comore-szigeteken a franciát.

## Szuahéli kultúra
Nem csak népként, kultúraként is beszélnek róluk, mivel a szuahéli anyanyelvi ismerete nem mindig jelenti azt, hogy az illető vérség szerint a szuahéli néphez tartozónak gondolja magát, illetve a szuahéli nyelven keresztül sok nem szuahéli kapcsolódik a kultúrához. A szuahélik vallása az iszlám, ami gyakran megkönnyíti a szuahéli kultúrához tartozóként azonosításukat.

## Történetük
A szuahéli etnikum a kelet-afrikai partvidék eredeti bantu őslakosságától származik, amely régészek szerint már az 1. évezred kezdete felé itt élhetett. A 7. és a 8. században sok arab, perzsa és egyéb bevándorló érkezett ide, akik beolvadtak az itt élők közé, nyomokat hagyva nyelvükön és kultúrájukon. A bevándorlás (más bantu népeké is) és a rabszolgák kereskedelme sokáig fontos forrása volt a szuahéli lakosság gyarapodásának.
Az iszlám vallás 1012 körül honosodott meg a kelet-afrikai partvidéken. A Perzsa-öböl és az Arab-félsziget kereskedői hozták, akikkel a szuahélik állandó kapcsolatban álltak. A szuahélik ma is az iszlám egy szigorú változatát vallják, hisznek a dzsinnekben és a férfiak gyakran védelmező amulettet hordanak a nyakukban, amely Korán-idézeteket tartalmaz.
A szuahélik gazdasága évszázadokig nagyon erősen az óceáni kereskedelemtől függött. A nép fontos közvetítő szerepet játszott Kelet-, Közép- és Dél-Afrika népei, illetve a külvilág közt. Római források már 100-ban beszámolnak kelet-afrikai kereskedelmi ügyletekről. A szuahélik területéről kiinduló kereskedelmi útvonalak a mai Zaire területéig is elértek és emlékei felbukkannak Nagy-Zimbabwe területén is. A középkor végétől fontos jövedelemforrássá vált az elefántcsont és a rabszolgák kereskedelme. E nagy múltú és terjedelmes kereskedelmi kapcsolatok öröksége, hogy a szuahéli ma is óriási területek közvetítő nyelve.

## Internetes források
- Szombathy Zoltán: A déli szuahélik: nyelv, kultúra és államok